# Polyetheretherketon
Polyetheretherketon (abgekürzt PEEK) ist ein hochtemperaturbeständiger teilkristalliner thermoplastischer Kunststoff mit einer maximalen Kristallinität von 48 %, der zur Stoffgruppe der Polyaryletherketone gehört. PEEK wurde 1979 von Imperial Chemical Industries (ICI) auf den Markt gebracht und gehört mit einer Glasübergangstemperatur von 143 °C und einer Schmelztemperatur von 334 °C zu den Hochleistungskunststoffen.

## Synthese
PEEK-Polymere entstehen durch eine nukleophile aromatische Substitution zwischen einem dihalogenierten Bisphenol-Derivat und einen Diphenolat-Salz. Typisch ist die Reaktion von 4,4′-Difluorbenzophenon mit Hydrochinon-Salz.

## Physikalische und chemische Beständigkeit
PEEK ist gegenüber fast allen organischen und anorganischen Chemikalien, hochenergetischen elektromagnetischen Wellen wie Gamma-, Röntgenstrahlung und bis etwa 280 °C auch gegen Hydrolyse beständig. Unbeständig ist es jedoch gegen UV-Strahlung in Verbindung mit Luftsauerstoff, konzentrierte Salpetersäure, allgemein saure oxidierende Bedingungen und gegen einige Halogenkohlenwasserstoffe sowie aliphatische Kohlenwasserstoffe bei höheren Temperaturen. In konzentrierter Schwefelsäure löst es sich bereits bei Raumtemperatur vollständig auf.

## Aussehen
Die natürliche Farbe von PEEK ist braun-grau-gelb bis beige. Für die Verwendung als industrieller Werkstoff sind verschiedene Einfärbungen des Kunststoffes erhältlich.

## Anwendungen
- Automobilindustrie
- Luft- und Raumfahrt-Industrie
- Isolationsmaterial für Stromversorgungskabel (5 kV) in der Rohölproduktion
- Hochspannungstechnik (als Isolierwerkstoff)
- Wafercarrier in der Halbleitertechnik
- Medizintechnik (da wiederholt sterilisierbar, biokompatibel und röntgendurchlässig, im Verbundwerkstoff Dentanium als Matrix)
- Pharmazeutische Industrie (in Produktionsanlagen bei produktberührenden Teilen)
- Chemische Industrie (sobald hohe mechanische, thermische und chemische Anforderungen gestellt werden, z. B. für HPLC-Säulen)
- Lebensmittelindustrie
- Tennissaiten
- Kernmaterial für Instrumentensaiten
- immer häufiger als flexibler Schaltungsträger in der Elektronik, Folie
- UHV-Technik aufgrund der (für Kunststoffe) sehr geringen Ausgasrate[9]
- Matrixmaterial für chemikalienbeständige Carbon-Komposit-Gleitlager
- Zahnimplantate und Gerüste für Zahnersatz[10]
- Als Düsenhalterung bei FDM 3D-Druckern
- Faser  mit einer typischen Feinheit von 3 – 13 dtex und einer Faserlänge von 40 – 80 mm für Stapelfasern und einer Feinheit von 63 dtex – 5 ktex für Monofile   mit hoher Abriebfestigkeit, niedriger Schrumpftendenz und Feuchtigkeitsaufnahme sowie ausgezeichneter Beständigkeit  gegenüber fast allen Chemikalien  außer Oxydationsmitteln und konzentrierter Schwefelsäure in der sie löslich sind[11][12]

Ein weltweit wichtiger Hersteller ist Victrex mit Hauptsitz in Lancashire (UK), dessen Tochterunternehmen Zyex Ltd, Stonehouse (UK) der wohl bedeutendste Produzent von PEEK-Fasern ist.
Nachdem bestimmte Patente auf den Herstellungsprozess ausgelaufen sind, haben Solvay und Evonik (ehem. Degussa) ebenfalls Produktionen für PEEK aufgebaut. Ein weiterer Hersteller ist die indische Gharda Chemicals.

## Verarbeitungsmöglichkeiten
PEEK schmilzt bei einer, im Vergleich zu den meisten anderen Thermoplasten, sehr hohen Temperatur von 335 °C und kann im flüssigen Zustand im Spritzgussverfahren oder per Extruder geformt werden. Im festen Zustand kann PEEK spanend bearbeitet werden (Fräsen, Bohren, Drehen). Außerdem besteht die bisher wenig kommerziell genutzte Möglichkeit, aus PEEK-Granulat ein Filament (Drahtform, Saite) herzustellen, und mit diesem mittels des 3D-Druckverfahrens Fused Deposition Modeling (FDM) Maschinenteile und Gegenstände herzustellen;
Sowohl naturfarbiges als auch mit Kohlenstofffasern gefülltes Pulver bzw. PEEK-Granulat kann auch mittels Selektivem Lasersintern (SLS), einem weiteren 3D-Druckverfahren, verarbeitet werden.
Zur Herstellung von Medizinprodukten der Klasse IIa ist spezielles PEEK-Filament verfügbar (beispielsweise für Zahnprothesen).

## Handelsnamen
PEEK wird unter folgenden Handelsnamen verkauft:
- KetaSpire
- Gatone
- Vestakeep
- Victrex